# Chiesa di Santa Maria Maddalena (Oltre il Colle)
La chiesa di Santa Maria Maddalena è il principale luogo di culto cattolico di Zambla Bassa, frazione di Oltre il Colle in provincia e diocesi di Bergamo. Fa parte del vicariato di Selvino-Serina. La chiesa fu elevata a parrocchiale il 18 luglio 1737.

## Storia
La chiesa intitolata a Maria Maddalena risulta presente sul territorio di Zambla bassa già del XVI secolo. Ottenne l'autonomia con decreto del vescovo Gerolamo Ragazzoni con lo smembramento da quella di San Bartolomeo di Oltre il Colle il 17 novembre 1587.
L'edificio fu ricostruito nel Settecento con la nuova consacrazione il 18 luglio 1737 dal vescovo di Bergamo Antonio Redetti che ne confermò l'intitolazione, unendo anche quello della Beata Vergine Maria. Nel 1778 il vescovo Giovanni Paolo Dolfin visitò la parrocchia e agli atti fu allegata la relazione dell'allora parroco dalla quale si deduce che vi erano quattro altari di cui quello maggiore era retto dalla congregazione del Santissimo Sacramento, e uno laterale dalla scuola della Beata Vergine del Rosario. Vi era inoltre la scuola della dottrina cristiana e il pio consorzio della Misericordia.
Nel 1799 fu collocato l'organo dalla ditta di Giuseppe Serassi. Il Novecento vide una completa ristrutturazione dell'edificio con la consacrazione dei nuovi altari. Nel 1921 fu il vescovo Paolo Carlo Perini di Mangalore a consacrare quello dedicato ai santi Antonio di Padova e Antonio abate, e l'anno successivo quello dedicato alle sante Barbara e Magia Maddalena dal vescovo Giovanni Menicatti, vicario apostolico di Ho-Nan settentrionale. La chiesa fu oggetto di lavori di restauro e mantenimento anche durante la seconda metà del Novecento con affreschi opera di Agostino Manini.
Il 27 maggio 1979 con decreto del vescovo Giulio Oggioni la chiesa fu inserita nel vicariato di Selvino-Serina.

## Descrizione

### Esterno
L'edificio di culto con orientamento a sud è preceduto dal sagrato con pavimentazione in porfido. Il fronte principale è tripartito da quattro lesene e da due ordini, di cui quello inferiore comprende solo la due sezioni laterali. La sezione centrale presenta il portale ad arco completo di contorno in pietra. Nella parte superiore la finestra a tutto sesto con contorno in pietra illumina la navata interna. La sezione termina con il tetto a capanna a due spioventi aggettanti. Le sezioni laterali hanno la copertura a un solo spiovente. Il lato destro presenta un ambulacro che termina nella parte absidale.

### Interno
L'interno a unica navata con volta a botte ribassata è diviso da lesene stuccate in sette campate. La navata è completa di sei altari posti in cappella profonde. 
La prima campata a pianta trapezoidale presenta a sinistra il battistero e a destra il crocifisso poste in nicchie chiuse da cancellate. La seconda campata a sinistra presenta l'altare marmoreo dedicato a sant'Antonio abate e corrispondente quello dedicato alla Madonna del Rosario in marmo con ancora lignea completa da colonne tortili. La terza presenta sopra gli ingressi laterali le statue in gesso di san Giuseppe e della Madia Maddalena in nicchie.
Nella quarta campata a sinistra vi è l'altare dedicato alle sante Reliquie e corrispondente quello a Maria Bambina. Due cantorie lignee decorare sono poste nella quinta campata. La sinistra della sesta campata è occupata dall'altare dedicato alla Madonna e corrispondente a destra a sant'Antonio di Padova. L'ultima a forma trapezoidale a riprendente la linea architettonica della prima, ospita le statue in gesso di Mosè e Aronne.

La zona presbiteriale con copertura a cupola completa di pennacchi riportanti gli affreschi dei quattro evangelisti, e anticipata dall'arco trionfale e sopraelevata da sei gradini in marmo di Zandobbio, di misura inferiore rispetto alla navata presenta l'altare maggiore in marmo verde con parti in onice, con tribuna sempre in marmo verde. La parte termina con coro absidato coperto da catino con coro ligneo.

La chiesa conserva dipinti di Gian Paolo Cavagna raffiguranti: Santa Maria Maddalena in gloria e due pannelli con Madonna con Gesù Bambino, San Carlo e San Francesco.